# Thomas Christopher Collins
Thomas Christopher Collins (sinh 1947) là một Hồng y người Canda của Giáo hội Công giáo Rôma. Ông từng đảm nhiệm vị trí Tổng giám mục Tổng giáo phận Toronto. Trước đó, ông còn đảm nhận các vị trí khác như Tổng giám mục Edmonton và Giám mục chính tòa Saint Paul.

## Thời kỳ linh mục
Hồng y Collins sinh ngày 16 tháng 1 năm 1947 tại Guelph, Canada. Sau quá trình tu học, ngày 14 tháng 5 năm 1972, chủng sinh Collins được phong chức Phó tế. Tiếp đó, ngày 5 tháng 5 năm 1973, ông được thụ phong chức linh mục, bởi Giám mục Paul Francis Reding, Giám mục Phụ tá Giáo phận Hamilton, Ontario. Vị linh mục trẻ Collins cũng là thành viên linh mục đoàn giáo phận này. Ông giữ bằng Cử nhân và Thạc sỹ tiếng Anh, và bằng cử nhân về thần học. Năm 1978, ông học ở Rôma, chuyên về kinh thánh và Sách Khải huyền tại Viện Kinh Thánh Giáo hoàng, và năm 1986, ông nhận học vị tiến sĩ về thần học từ Đại học Gregorian Pontifical.

## Thời kỳ giám mục

### Giám mục phó Saint Paul in Alberta
Ngày 25 tháng 3 năm 1997, Tòa Thánh ra thông cáo về việc bổ nhiệm linh mục Thomas Christopher Collins làm Giám mục Phó Giáo phận Saint Paul in Alberta (viết gọn là Giáo phận Saint Paul). Lễ tấn phong cho vị tân chức được cử hành sau đó ngày 14 tháng 5, bởi các vị chủ sự nghi thức: Anthony Frederick Tonnos, Giám mục Hamilton làm chủ phong và hai giám mục Raymond Roy, Giám mục Saint Paul, John Michael Sherlock, Giám mục Giáo phận London, Ontario làm phụ phong. Vị tân giám mục chọn khẩu hiệu cho mình là Deum adora. Ngày 30 tháng 6 cùng năm, ông chính thức kế vị chức vị Giám mục chính tòa Saint Paul. Ông còn kiêm nhiệm thêm các nhiệm vụ Giám đốc Chủng viện Saint Peter, London, Canada, Chủ tịch Uỷ ban Thần học Quốc gia của Hội đồng Giám mục, Chủ tịch Ủy ban Tôn giáo Quốc gia, Chủ tịch Hội đồng Giám mục Alberta, Chủ tịch Hội đồng Giáo dục Saint Joseph Thống đốc của Đại học Alberta.

### Tổng giám mục phó Edmonton
Chưa đầy hai năm tại giáo phận Saint Paul, ngày 18 tháng 2 năm 1999, Tòa Thánh thông báo thăng Giám mục Collins làm Tổng giám mục Phó Tổng giáo phận Edmonton, Alberta. Ngày 7 tháng 6 sau đó, ông kế nhiệm trở thành Tổng giám mục chính tòa Edmonton và tổ chức lễ nhậm chức vào ngày 13 tháng 9. Ngày 16 tháng 3 năm 2001, ông kiêm nhiệm chức vị Giám quản Giáo phận Saint Paul và giữ chức này đến ngày 8 tháng 9 cùng năm.

### Tổng giám mục Toronto, thăng Hồng y
Ngày 16 tháng 12 năm 2006, Tòa Thánh thuyên chuyển Tổng giám mục Collins về làm Tổng giám mục Tổng giáo phận Toronto, Ontario và ông chính thức nhận giáo phận này vào ngày 30 tháng 1 năm 2007. Năm 2008, ông được bầu làm Chủ tịch Hội đồng Giám mục Ontario. Ông còn làm Đặc sứ Giáo hoàng thăm Hội thánh Tông truyền Ireland trong năm 2010 và còn là Đại diện của Bộ Giáo lý Đức Tin cho Anglicanorum Coetibus (hướng dẫn các cá nhân Anh giáo trở về hiệp thông toàn diện với Giáo hội Công giáo).
Trong Công nghị Hồng y năm 2012 được cử hành ngày 18 tháng 2, Giáo hoàng Biển Đức XV vinh thăng Tổng giám mục Collins tước vị Hồng y Nhà thờ San Patrizio vầ ông chính thức nhận nhà thờ hiệu tòa của mình vào ngày 23 tháng 10 sau đó. Từ ngày 15 tháng 1 năm 2014, ông còn là Ủy viên của Ủy ban Hồng y giám sát Viện Nghiên cứu Tôn giáo.
Ông từng tham dự vào Thượng Hội đồng Giám mục tại một Đại hội Đặc biệt cho Trung Đông vào tháng 10 năm 2010. Ngoài ra, ông còn tham dự Đại Hội đồng Giám mục lần thứ XIV về ơn gọi và sứ mệnh của gia đình trong Giáo hội và Thế giới Đương đại (tháng 10 năm 2015).
Ngày 11 tháng 2 năm 2023, Toà Thánh loan tin Giáo hoàng đã chấp nhận đơn từ nhiệm của ông vì lý do tuổi tác.